# Dekanat kurowicki
Dekanat kurowicki – nieistniejący już dekanat wchodzący w skład archidiecezji łódzkiej. Siedzibą dekanatu były Kurowice (parafia pw. Najświętszego Serca Jezusowego).
W skład dekanatu wchodziło 5 parafii:
- Parafia Narodzenia Najświętszej Maryi Panny w Będkowie
- Parafia Najświętszego Serca Jezusowego w Kurowicach
- Parafia Matki Bożej Różańcowej w Łaznowie
- Parafia Świętej Rodziny w Rokicinach
- Parafia Miłosierdzia Bożego w Woli Rakowej